# 湯性方
湯性方（14世紀—15世紀），字行素，廣東廣州府番禺縣石湖人，明朝政治人物。

## 生平
湯性方是永樂十二年（1414年）甲午科廣東鄉試舉人，授溧陽典史，陞刑部山西司主事，正統八年（1443年）出為廣西按察司僉事，當時蒙古大汗阿台與其丞相朵兒只伯多次入侵，朝廷命兵部尚書王驥巡視邊疆，湯性方以才略可用而獲提拔，景泰五年（1454年）五月陞陝西按察司副使，跟隨兵部尚書王驥、兵部侍郎柴車、右僉都御史羅亨信等人禦敵，調度有方，得加官中憲大夫並獲召見，景泰帝說：「清慎廉能、寬猛兼濟莫如湯性方。」以剛直果決知名，因為雙親年老告歸，優游林下十多年。

## 引用
1. 1 2  同治《番禺縣志·卷三十七·列傳六》：湯性方，字行素，永樂甲午鄉薦，初授江南江寧府溧陽縣尉，後欽取陞厯刑部山西司主事、員外、郎中，正統初遷廣西按察司僉事，時阿台、朵兒只伯數為患，上命尚書王驥行邊，以性方才略可用，遷陝西行軍副使，從驥及侍郎柴車、僉都羅亨信等禦敵，調度有方，遇功賞無冒濫者，加中憲大夫召見，上曰：「清慎廉能、寬猛兼濟莫如湯性方。」以剛直果決知名，親老告歸，優游林下者十餘年。 據《廣州人物傳》、郭通志、阮通志補 謹按性方石湖人，今屬花縣……
2. ↑  《明英宗睿皇帝實錄·卷一百十》：（正統八年十一月）丙寅陞……主事湯性方……俱按察司僉事，性方廣西……俱以大臣會薦故也。
3. ↑  《明英宗睿皇帝實錄·卷二百四十一·廢帝郕戾王附錄第五十九》：（景泰五年五月乙亥）陞廣西按察司僉事湯性方為陝西副使……